# Темний медовий місяць
Темний медовий місяць (англ. Dark Honeymoon) — американський трилер 2008 року.

## Сюжет
Історія людини, яка одружується на спокусливій жінці після короткого й бурхливого роману. Він захоплений, щасливий і безтурботний. Але під час їх медового місяця на обкутаному туманом узбережжі, починають таємниче гинути оточуючі люди. Медовий місяць, який повинен був стати щасливим і романтичним часом у житті нареченої пари перетворюється на кошмар.

## У ролях
| Актор              | Роль                    |
| ------------------ | ----------------------- |
| Деріл Ханна        | Джен                    |
| Лінді Бут          | Кетрін                  |
| Тіа Каррере        | Міранда                 |
| Рой Шайдер         | Сем                     |
| Ерік Робертс       | L.A. Гай                |
| Нік Корніш         | Пол                     |
| Тодд Лендон Блек   | бізнесмем               |
| Джастін Боулз      | Джейсон                 |
| Стефані Томас      | Марлен                  |
| Джессіка Клауд     | Карен                   |
| Баррі Ейзен        | офіцер                  |
| Тім Ессарі         | працівник бензоколонки  |
| Кекір Фолі         | Ванесса                 |
| Дженна Фрайденберг | Розі                    |
| Стів Холл          | Тед Тедвокер            |
| Марк Харт          | заступник               |
| Крісті Хсіао       | Кім                     |
| Ши Керрі           | Стів                    |
| Вес Ремсі          | Джей                    |
| Роберт Р. Шафер    | шериф Філдс             |
| Крейг Шумейкер     | Піт                     |
| Мік Соуза          | поліцейський            |
| Даг Верт           | агент Даніель Мак-Клауд |
| Стів Вайлдер       |                         |